# 范友文
范友文（越南语：／；1882年—？年），越南阮朝官員。

## 生平
范友文是承天府富榮縣師魯總南中村（今属承天順化省富榮縣富上社）人，原籍嘉定省，嗣德三十五年（1882年）出生。維新六年（1912年），參加承天場鄉試，考中舉人。次年（1913年），會試中格，庭試考中三甲同進士出身。後任靜嘉知府、御史。